# محیط زیست‌گرایی اسلامی
محیط زیست‌گرایی اسلامی (به انگلیسی: Islamic environmentalism)، رشته‌ای از فلسفه زیست‌محیطی و همچنین یک جنبش اسلامی است که اصول زیست‌محیطی برگرفته از متون مقدس و سنت‌های اسلامی را برای محیط زیست و بحران زیست‌محیطی امروزی به کار می‌گیرد. دوستداران محیط زیست مسلمان به حاکمیت مطلق خداوند بر طبیعت اعتقاد دارند و بر نقش بشر به عنوان جانشین خدا تأکید می‌کنند و حفظ و نگهداری محیط زیست را وظیفه خود می‌دانند. محیط زیست‌گرایی اسلامی شامل فلسفه زیست‌محیطی اسلامی، قوانین محیط زیست مبتنی بر شریعت، و فعالیت‌های زیست‌محیطی اسلامی می‌شود.

## افراد
سید حسین نصر، فیلسوف ایرانی‌الاصل، بنیانگذار محیط زیست‌گرایی اسلامی به‌شمار می‌رود.  دیگر چهره‌های برجسته در این زمینه عبارتند از: فضلون خالد، ماویل عز الدین، عثمان لیولین، ابراهیم اوزدمیر، سید نعمان‌الحق و مصطفی ابوسوی.  